# HMS Erebus (1826)
HMS Erebus – brytyjski okręt, który został zwodowany w 1826 roku. Zbudowany jako moździerzowiec, uczestniczył w wyprawach badawczych do Antarktyki i Arktyki. Zaginął w trakcie poszukiwań Przejścia Północno-Zachodniego w 1845 roku, jego wrak odnaleziono dopiero w 2014 roku.

## Budowa i uzbrojenie
Okręt został zbudowany według projektu sir Henry’ego Peake’a i zwodowany w czerwcu 1826 roku w stoczni w Pembroke Dock, w Walii. Nosił nazwę „Erebus”, pochodzącą od Erebu z mitologii greckiej, miejsca w Hadesie i boga uosabiającego ciemności podziemne. Był to trzymasztowy żaglowiec, uzbrojony w dwa trzytonowe moździerze, jeden kalibru 13 cali (330 mm), a drugi kalibru 10 cali (254 mm) i dziesięć dział: dwa sześciofuntowe i osiem dwudziestoczterofuntowych. Jego masywna drewniana konstrukcja została zaprojektowana tak, żeby optymalnie rozkładać naprężenia wywołane odrzutem moździerzy i dział, przez co była wytrzymalsza niż konstrukcja podobnych okrętów epoki; zostało to później wykorzystane, aby stawić opór lodom mórz polarnych. W wyprawach polarnych użyteczne były też jego obszerne ładownie, a małe zanurzenie ułatwiało zbliżanie się do brzegów.

## Służba w Antarktyce

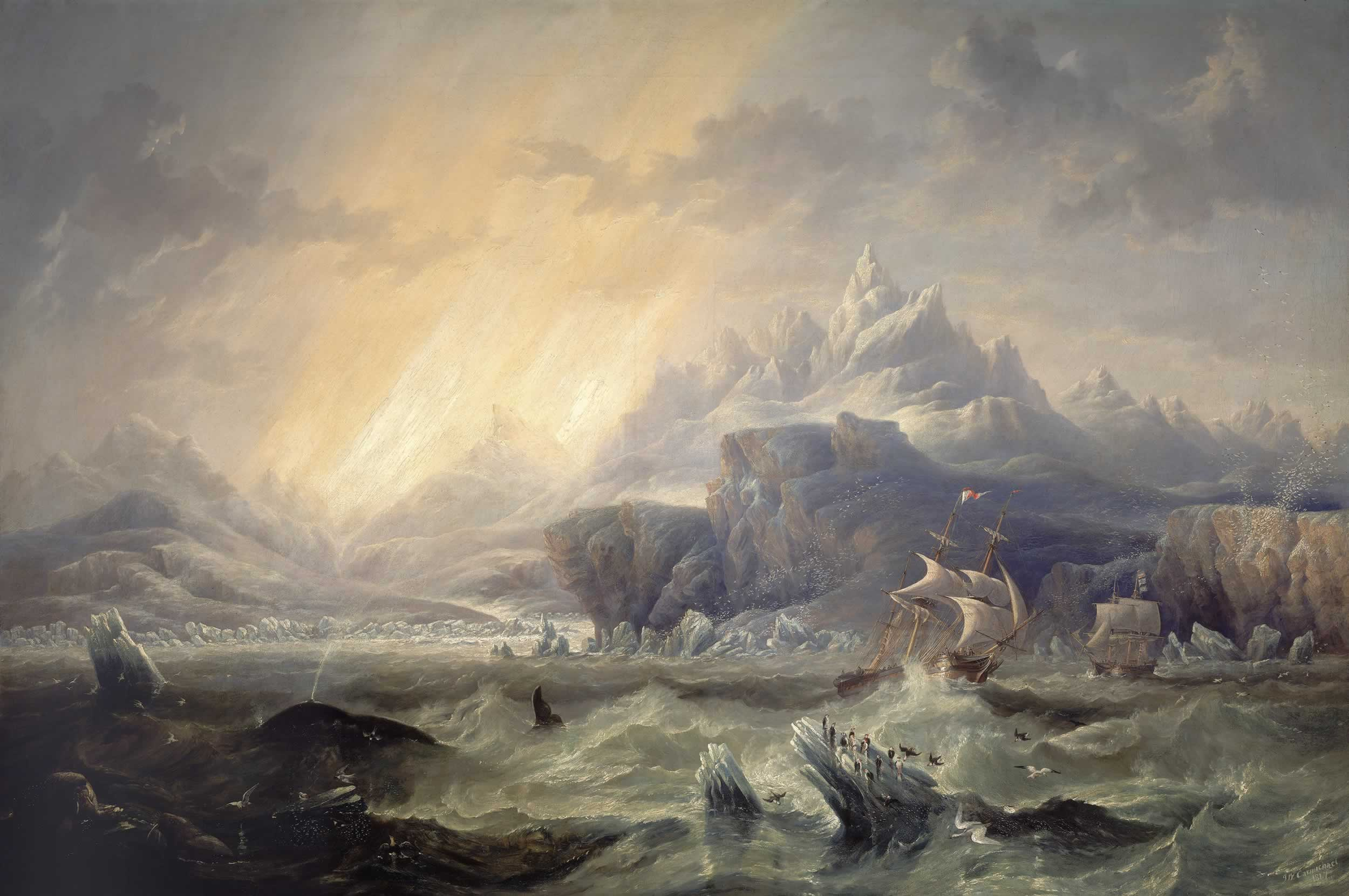
„Erebus” i „Terror” w Antarktyce, obraz Johna Wilsona Carmichaela z 1847 r.

Po dwóch latach służby na Morzu Śródziemnym „Erebus” został skierowany na wody antarktyczne, pod dowództwem kapitana Rice’a. W 1839 roku jego dowódcą został James Clark Ross, mający doświadczenie w wyprawach arktycznych. Ekspedycja Rossa, w której oprócz „Erebusa” brał udział także HMS „Terror”, wyruszyła na południe 12 listopada 1840 roku z Hobart na Tasmanii i 1 stycznia 1841 roku przekroczyła koło podbiegunowe. 9 stycznia, po kilku dniach przebijania się przez pak lodowy, „Erebus” i „Terror” wpłynęły na otwarte morze, nazwane później Morzem Rossa. Okręty pływały po tym morzu do lutego, prowadząc różnorodne obserwacje, a w kwietniu powróciły do Hobart. Wyprawa odkryła między innymi czynny wulkan, nazwany imieniem okrętu – Mount Erebus. Następnego lata okręty powróciły do Antarktyki, lecz pak uwięził je od 18 grudnia do 1 lutego 1842 roku. 19 stycznia lód strzaskał stery okrętów i pozbawił „Erebusa” miedzianego poszycia. 13 marca okręty zderzyły się, „Terror” stracił bukszpryt, ale wydostał się spomiędzy gór lodowych, podczas gdy reje „Erebusa” uderzały w nie, nie pozwalając opuścić niebezpiecznego miejsca. Ross wreszcie oswobodził okręt, żeglując rufą naprzód. Okręty odpłynęły ku Falklandom, a w grudniu ponownie ruszyły na wody polarne, w pobliże Półwyspu Antarktycznego; lód nie pozwolił im jednak wpłynąć na Morze Weddella i zmusił do zawrócenia. 4 września 1843 roku „Erebus” i „Terror” powróciły do Folkestone w Anglii.

## Służba w Arktyce
W Anglii „Erebus” i „Terror” zostały wyposażone w silniki parowe z lokomotyw o mocy 20 HP, każdy napędzający pojedynczą śrubę okrętową. Śrubę można było schować w kadłubie, aby uchronić ją przed uszkodzeniem przez lód. Innymi nowymi rozwiązaniami technologicznymi, jakie zastosowano w tej wyprawie, było centralne ogrzewanie parowe i dodatkowe wzmocnienia kadłuba. Zapasy miały wystarczyć na trzy lata, dla zapewnienia rozrywki okręt miał także bibliotekę i pianolę z 50 utworami. Kapitanem „Erebusa” i dowódcą wyprawy został John Franklin, doświadczony badacz Arktyki. 19 maja 1845 roku okręty opuściły Greenhithe w Anglii i wyruszyły do Arktyki, na poszukiwanie Przejścia Północno-Zachodniego. Po postoju na Grenlandii i uzupełnieniu zapasów, oba okręty wypłynęły na Morze Baffina i przez Cieśninę Lancastera wpłynęły na wody Archipelagu Arktycznego w Kanadzie. Okręty spędziły zimę 1845–1846 uwięzione w lodzie w pobliżu wyspy Beechey, a kiedy lody puściły, nie mogąc podążać dalej na zachód, skierowały się na południe. Lód uwięził je w 1846 roku w północnej części Cieśniny Wiktorii i nie wypuścił co najmniej przez następne dwa lata. 22 kwietnia 1848 roku ocalali członkowie ekspedycji porzucili okręty i zginęli, próbując dotrzeć do cywilizacji. Pomimo intensywnych poszukiwań w II połowie XIX wieku, okręty nie zostały odnalezione.

## Wrak
Wrak HMS „Erebus” został odnaleziony 2 września 2014 roku przez pracowników agencji Parks Canada. Dzień wcześniej na małej wyspie Hat Island w Zatoce Królowej Maud w pobliżu Wyspy Króla Williama znaleziono część żurawika do wodowania łodzi ratunkowych, oznaczonego symbolem szerokiego grotu strzały wskazującego na własność rządu brytyjskiego oraz drewnianą zatyczkę kluzy łańcucha kotwicznego, co sprawiło, że przekierowano tam poszukiwania. Ostatecznie okręt odnaleziono na północny wschód od wyspy O’Reilly w Zatoce Wilmot i Crampton. Wrak jest w dobrym stanie, stoi na stępce. Część pokładu ponad kajutą Franklina została zniszczona przez lód. Okręt spoczywa znacznie dalej na południe niż miejsce, w którym został opuszczony; być może niektórzy ocalali członkowie wyprawy powrócili na niego i próbowali przedostać się na południe, zanim zginęli.